# Живая вода (ансамбль)
«Жива́я вода́» — фольклорный ансамбль, основанный в 1983 году в Смоленске. Ансамбль исполняет почти утраченные образцы музыкального быта Смоленской земли, сохраняя не просто напевы с текстами, но и их фактурные, диалектные особенности. «Живая вода» исполняет музыку, бытовавшую в деревнях Починковского и Холм-Жирковского районов Смоленской области, но в основном — песни, унаследованные его солисткой Людмилой Новиковой от её бабушки — Марии Никитичны Лемутовой.
Отличительными особенностями ансамбля являются: обилие распевов на междометиях, использование пения «с подголоском» (согласно смоленской традиции), когда верхний голос как бы дублирует некий из неглавных нижних, аутентичность песенного репертуара и традиционное смоленское женское сольное пение, а также народное звучание скрипки. Ансамбль много гастролировал по стране и за рубежом, участвовал в фестивалях.

## История
Ансамбль «Живая вода» был основан артистами ВИА «Феникс», профессионального коллектива Смоленской областной филармонии (1980—1982) — семейной парой Людмилой и Сергеем Новиковыми. Название ансамбля возникло из поговорки «Песню сыграть — что живой водицы глотнуть», которую любила повторять смоленская крестьянка Мария Никитична Лемутова — бабушка солистки ансамбля Людмилы Новиковой. Именно песни Марии Никитичны Лемутовой и составили бо́льшую часть репертуара коллектива.
Музыканты принципиально отказались от авторской обработки, стараясь передать слушателю народную песню, не искажённую никакими интерпретациями. Эта позиция определила стиль коллектива, его творческое лицо и самобытность.
Помимо песен, унаследованных Людмилой Новиковой от своей бабушки, ансамбль также исполнял классические образцы русской лирической песни, такие как «Горы Воробьёвские» — о смерти на чужбине, колядка «Добрый вечер, паны!», или духовный стих «Отжил я свой век».
Скрипачи Сергей Новиков и Сергей Новиков-младший продолжали музыкальную традицию смоленских народных скрипачей, воссоздавая звучание деревенской скрипки. «Впрочем, народная манера и здесь совершенно отлична от академической: часто используется „бурдонный тон“, когда одна струна тянет „волыночный“ звук, а на других исполняются вариации на главную тему, звучащие в той же тесситуре, что и голоса, то есть получается дополнительная мелодическая линия плюс тембровое украшение».

## Состав участников
- Людмила Новикова — вокал, ударно-шумовые, гребешок.
- Владимир Воробьев — вокал, балалайка, ударно-шумовые, дудочки.
- Сергей Новиков (младший) — вокал, скрипка, ударно-шумовые, дудочки.
- Сергей Новиков — вокал, скрипка, ударно-шумовые, руководитель ансамбля.

В разное время в состав ансамбля также входили вокалисты Лариса Александренкова, Леонид Крыса́, Людмила Кавалерчик, Наталья Григорьева.

## Дискография

### Официальные музыкальные альбомы
1. 1998 — «ЖИВАЯ ВОДА. Русский песенный фольклор». Диск (Записи ГДРЗ, Фирмы грамзаписи «Мелодия», Смоленского радио. Издатель: Продюсерский центр «АнТроп»).
2. 1999 — «Грянула музыка! Песни и наигрыши Смоленской земли». Диск (Записи ГДРЗ, Фирмы грамзаписи «Мелодия», Издатель: Российская издательская компания «Богема Мюзик»).
3. 2000 — «ЖИВАЯ ВОДА» Диск Записи из архива ансамбля «Живая вода».
4. 2000 — «Как во поле на кургане» Компакт-кассета с записями из архива ансамбля «Живая вода» В музыкальный альбом вошли солдатские, летние, духовские песни.
5. 2000 — «Грянула музыка» Компакт-кассета с записями из архива ансамбля «Живая вода». В музыкальный альбом вошли песни разных жанров, включая и ранее не издававшиеся записи.
6. 2000 — «Раненько солнышко всходило» Компакт-кассета с записями из архива ансамбля «Живая вода». В музыкальный альбом вошли колядки, детские потешки, свадебные песни.

### Другие музыкальные издания
1. 1985 — Ежемесячный общественно-политический литературно-музыкальный иллюстрированный звуковой журнал «Кругозор», № 1—1985, Москва, 365000 экз., 16 стр., издательство «Правда». В номере опубликована статья об ансамбле «Живая вода», с музыкальным приложением — гибкой монофонической грампластинкой с песнями в исполнении ансамбля: «Стой, берёза», «Свет, моя улица» и «Как при лу́жку».
2. 1985 — Общественно-политический и научно-методический журнал ВЦСПС и Министерства культуры СССР «КЛУБ», № 4(658) — февраль 1985 (выходит два раза в месяц), индекс 70433. (Вкладные пластинки изготовлены Всесоюзной студией грамзаписи фирмы «Мелодия»). В номере на страницах 28 и 29 в рубрике «Музыкальная гостиная. Родники» опубликована статья об ансамбле «Живая вода». На вкладной грампластинке-приложении (сторона № 4) представлены три фонограммы: песня «Горы Воробьёвские» и игровая свадебная песня «По лугам» в исполнении ансамбля, а также музыкальный урок с участием Марии Никитичны Лемутовой, на котором она «из уст в уста» передаёт народные песни.

## Отзывы
В 1992 году обозреватель газеты «МоЖ» Андрей Поздняев писал, что «в лице супругов Людмилы и Сергея Новиковых и их коллеги Владимира Воробьева народная песня обрела самых что ни на есть ревностных хранителей и защитников».